# 新木場

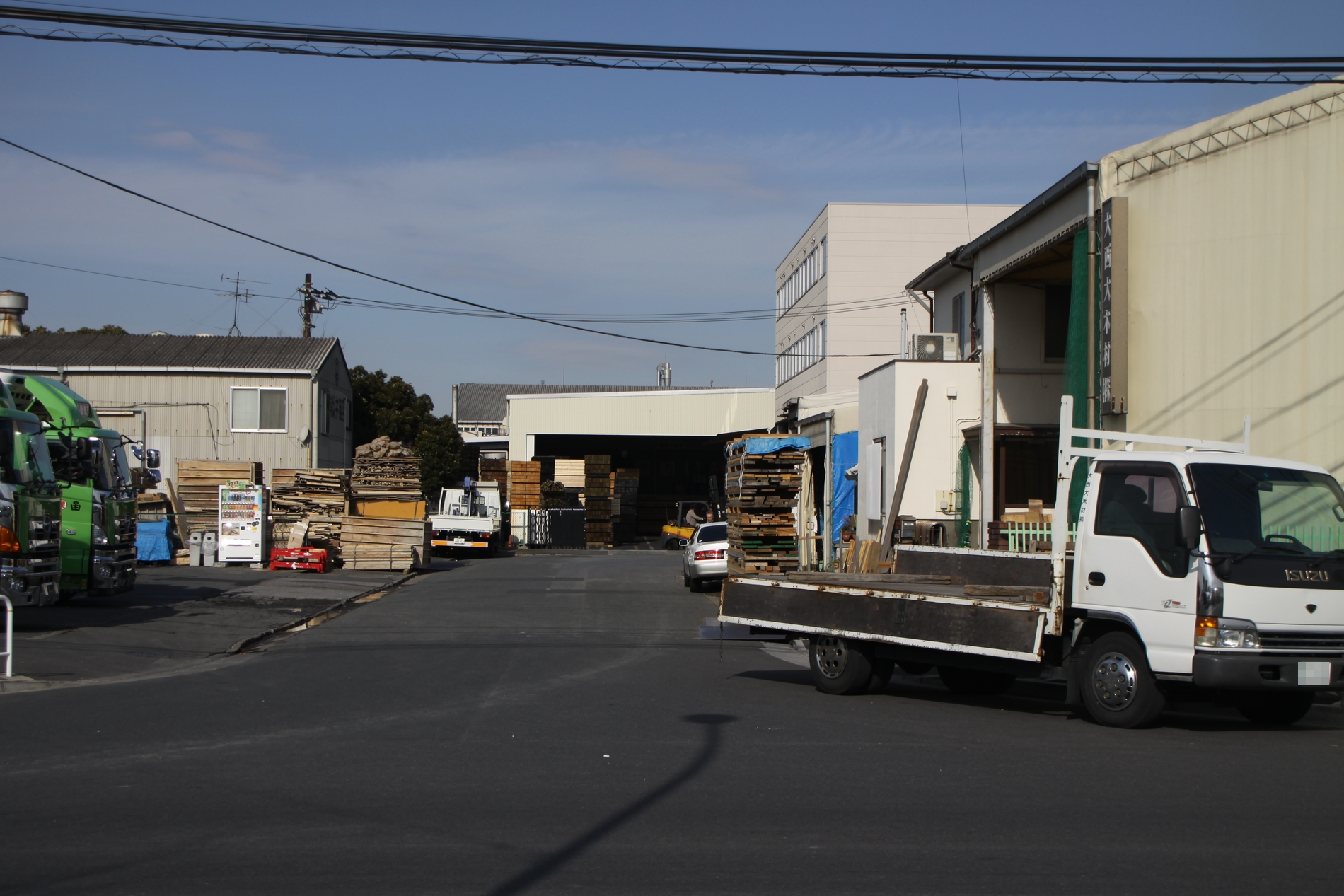
製材所

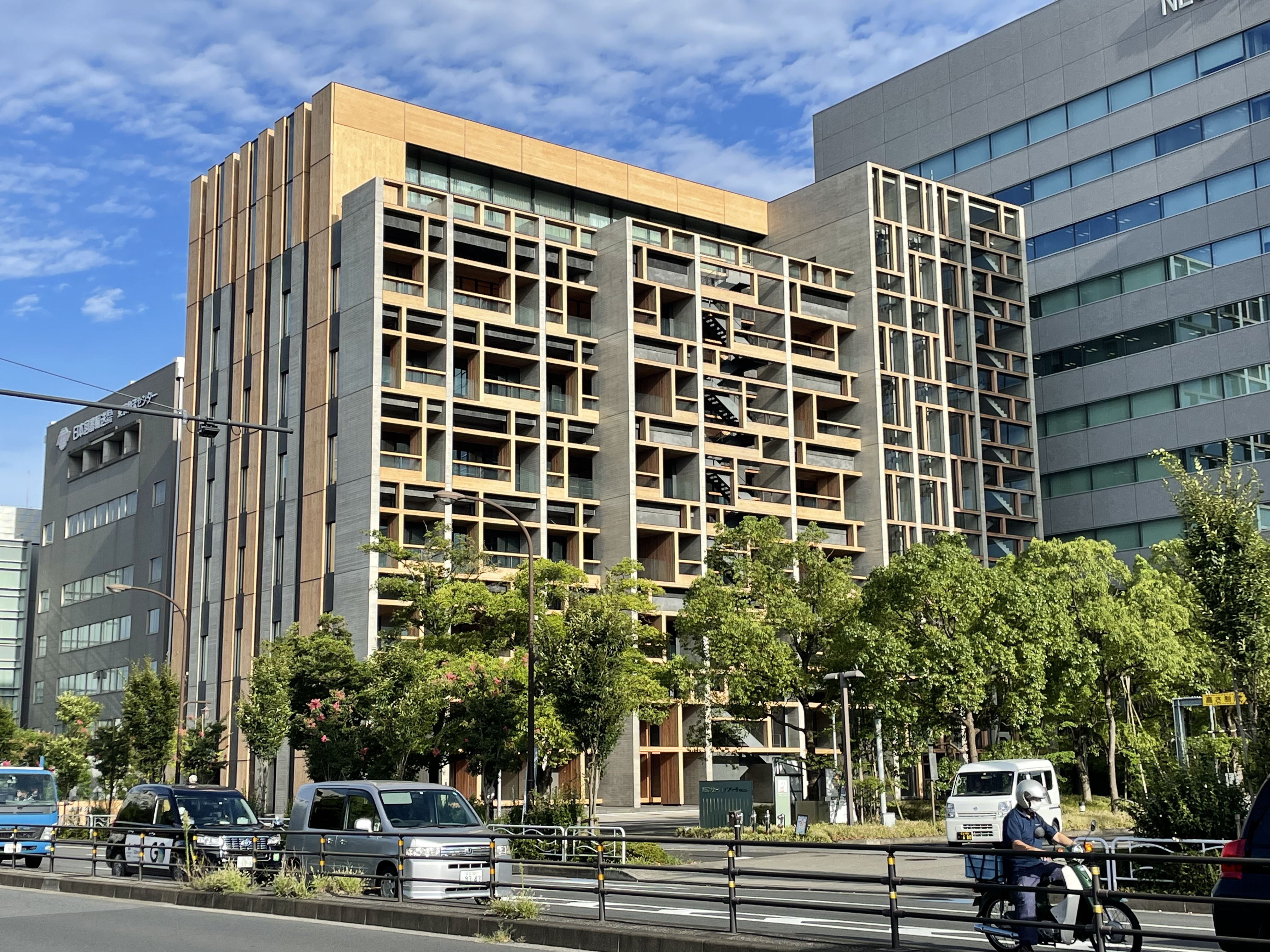
木材会館

新木場（しんきば）は、東京都江東区の町名。現行行政地名は新木場一丁目から新木場四丁目。住居表示実施済区域。

## 概要
木場の移転先として誕生した街で材木商の事務所や木材加工、合板工場が集積し、木材・合板博物館といった施設も存在する。一方で、物流会社の営業所など他産業の進出も進んでいる。1980年代以前は鉄道空白地帯であったが、1988年に有楽町線、1990年にJR京葉線、1996年にりんかい線が都心と繋がり、鉄道交通の要衝になった。
1980年代後半から急速に開発され、駅前には大企業のオフィスビルが建ち、臨海部のビジネス街として栄えている。一方、地区計画により住宅建設は規制されており、定住人口は低いままである。

### 貯木場

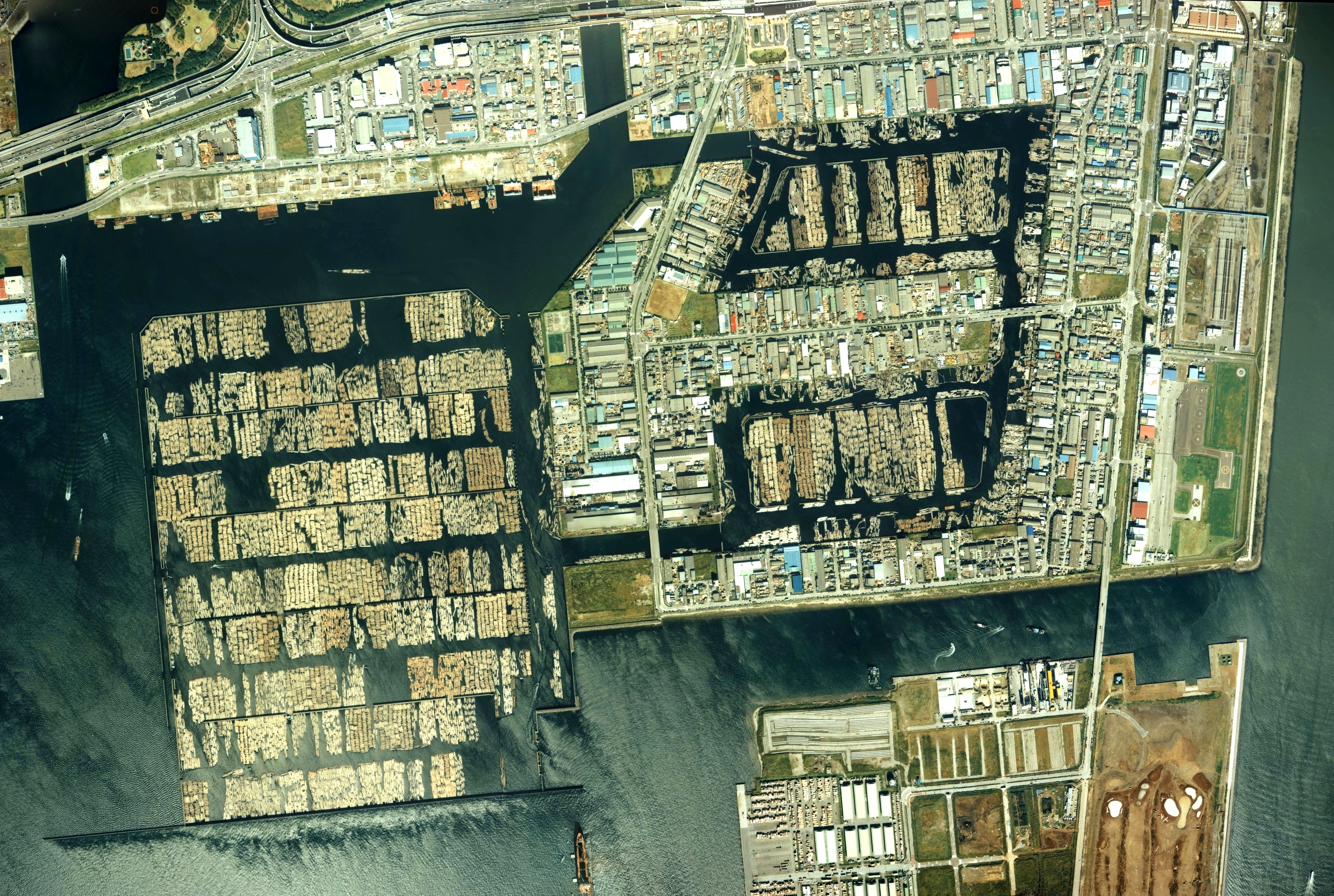
新木場の空中写真。右が14号地貯木場（現役）、左が12号地貯木場（現在は工事作業船係留水域として暫定利用）。おびただしい量の材木が海面に浮かんでいる様子が分かる。1989年撮影の3枚を合成作成。

新木場の「木場」とは、貯木場のことである。かつて海路で江戸や東京に運ばれた材木は、深川にあった木場に貯木されていた。埋め立てにより木場が内陸となると、1969年、荒川の河口に近い沖合の埋立地に新たな貯木場、新木場が建設された。
貯木場は小島によって南北に分かれており、北は14号地第1貯木場、南は14号地第2貯木場である。これらは現在でも貯木場として機能しており、京葉線やりんかい線の車窓からもその風景を眺めることができるが、すでに丸太の形で木材を輸入する時代ではないため、貯木場のほとんどは未使用となっている。
貯木場や製材所から漂う木の香りが、2001年に環境省のかおり風景100選に選ばれた。

## 地理
江東区湾岸エリアに位置する。北に夢の島、南に砂町南運河を挟んで若洲、北西に曙運河を挟んで辰巳と接する。人工島で東京港埋立14号地のうち、湾岸道路より南のエリア。第三種地盤。湾岸道路より北は夢の島である。西は新曙橋などで辰巳、南は若洲橋で若洲、東は荒川河口橋を渡ると江戸川区臨海町。

### 地名
一・二・三丁目は1978年（昭和53年）2月1日に住居表示を実施。四丁目は1979年（昭和54年）4月1日の成立で、2009年（平成21年）11月1日に住居表示を実施。

## 世帯数と人口
2023年（令和5年）1月1日現在（東京都発表）の世帯数と人口は以下の通りである。なお、各丁目毎の人口が少ないため、合計のみ掲載とする。
- 世帯数 : 37世帯
- 人口 : 42人

### 人口の変遷
国勢調査による人口の推移。
| 年                 | 人口 |
| ------------------ | ---- |
| 1995年（平成7年）  | 88   |
| 2000年（平成12年） | 76   |
| 2005年（平成17年） | 63   |
| 2010年（平成22年） | 27   |
| 2015年（平成27年） | 45   |
| 2020年（令和2年）  | 30   |

### 世帯数の変遷
国勢調査による世帯数の推移。
| 年                 | 世帯数 |
| ------------------ | ------ |
| 1995年（平成7年）  | 56     |
| 2000年（平成12年） | 47     |
| 2005年（平成17年） | 49     |
| 2010年（平成22年） | 16     |
| 2015年（平成27年） | 38     |
| 2020年（令和2年）  | 24     |

## 学区
区立小・中学校に通う場合、学区は以下の通りとなる（2023年4月時点）。
| 丁目         | 番地 | 小学校             | 中学校             |
| ------------ | ---- | ------------------ | ------------------ |
| 新木場一丁目 | 全域 | 江東区立南砂小学校 | 江東区立南砂中学校 |
| 新木場二丁目 | 全域 | 江東区立南砂小学校 | 江東区立南砂中学校 |
| 新木場三丁目 | 全域 | 江東区立南砂小学校 | 江東区立南砂中学校 |
| 新木場四丁目 | 全域 | 江東区立南砂小学校 | 江東区立南砂中学校 |

## 事業所
2021年（令和3年）現在の経済センサス調査による事業所数と従業員数は以下の通りである。
| 丁目         | 事業所数  | 従業員数 |
| ------------ | --------- | -------- |
| 新木場一丁目 | 313事業所 | 12,934人 |
| 新木場二丁目 | 162事業所 | 5,292人  |
| 新木場三丁目 | 134事業所 | 1,995人  |
| 新木場四丁目 | 68事業所  | 1,964人  |
| 計           | 677事業所 | 22,185人 |

### 事業者数の変遷
経済センサスによる事業所数の推移。
| 年                 | 事業者数 |
| ------------------ | -------- |
| 2016年（平成28年） | 642      |
| 2021年（令和3年）  | 677      |

### 従業員数の変遷
経済センサスによる従業員数の推移。
| 年                 | 従業員数 |
| ------------------ | -------- |
| 2016年（平成28年） | 20,684   |
| 2021年（令和3年）  | 22,185   |

## 交通
鉄道
- 東京メトロ  有楽町線 新木場駅 (Y-24)
- 東京臨海高速鉄道 りんかい線 新木場駅 (R01)
- JR東日本  京葉線 新木場駅 (JE05)

路線バス
都営バスが東陽町駅前から新木場地区を循環する便（木11系統）錦糸町駅南口前から新木場駅前間を運行する便（錦18系統）がある。土曜・日曜日・休日は、錦18が急行05になり日本科学未来館まで運行される。（休日は利用者多数で臨時便が出るほど混雑する）
- 木11系統 - 東陽町駅・木場駅方面／東京ヘリポート・若洲キャンプ場方面
- 錦18系統 - 西大島駅・錦糸町駅方面（平日のみ）
- 急行05系統 - 日本科学未来館・東京ビッグサイト東棟方面／西大島駅・錦糸町駅方面（土曜・休日のみ）

道路
- 首都高速湾岸線新木場出入口
- 国道357号
- 東京都道306号王子千住夢の島線（明治通り）
- 東京港臨海道路

飛行場
- 東京ヘリポート

### 気候
都心部と比べると、海の影響でいくらかヒートアイランド現象の影響を受けづらい位置にある。
| 葛西臨海公園（江戸川臨海地域気象観測所）の気候 | 葛西臨海公園（江戸川臨海地域気象観測所）の気候 | 葛西臨海公園（江戸川臨海地域気象観測所）の気候 | 葛西臨海公園（江戸川臨海地域気象観測所）の気候 | 葛西臨海公園（江戸川臨海地域気象観測所）の気候 | 葛西臨海公園（江戸川臨海地域気象観測所）の気候 | 葛西臨海公園（江戸川臨海地域気象観測所）の気候 | 葛西臨海公園（江戸川臨海地域気象観測所）の気候 | 葛西臨海公園（江戸川臨海地域気象観測所）の気候 | 葛西臨海公園（江戸川臨海地域気象観測所）の気候 | 葛西臨海公園（江戸川臨海地域気象観測所）の気候 | 葛西臨海公園（江戸川臨海地域気象観測所）の気候 | 葛西臨海公園（江戸川臨海地域気象観測所）の気候 | 葛西臨海公園（江戸川臨海地域気象観測所）の気候 |
| 月                                             | 1月                                            | 2月                                            | 3月                                            | 4月                                            | 5月                                            | 6月                                            | 7月                                            | 8月                                            | 9月                                            | 10月                                           | 11月                                           | 12月                                           | 年                                             |
| ---------------------------------------------- | ---------------------------------------------- | ---------------------------------------------- | ---------------------------------------------- | ---------------------------------------------- | ---------------------------------------------- | ---------------------------------------------- | ---------------------------------------------- | ---------------------------------------------- | ---------------------------------------------- | ---------------------------------------------- | ---------------------------------------------- | ---------------------------------------------- | ---------------------------------------------- |
| 最高気温記録 °C （°F）                         | 20.1 (68.2)                                    | 24.1 (75.4)                                    | 25.3 (77.5)                                    | 27.3 (81.1)                                    | 31.3 (88.3)                                    | 34.3 (93.7)                                    | 38.0 (100.4)                                   | 37.8 (100)                                     | 35.1 (95.2)                                    | 32.0 (89.6)                                    | 25.8 (78.4)                                    | 24.4 (75.9)                                    | 38.0 (100.4)                                   |
| 平均最高気温 °C （°F）                         | 9.8 (49.6)                                     | 10.5 (50.9)                                    | 13.4 (56.1)                                    | 18.0 (64.4)                                    | 22.2 (72)                                      | 25.0 (77)                                      | 28.6 (83.5)                                    | 30.3 (86.5)                                    | 27.0 (80.6)                                    | 21.9 (71.4)                                    | 17.0 (62.6)                                    | 12.2 (54)                                      | 19.7 (67.5)                                    |
| 日平均気温 °C （°F）                           | 6.0 (42.8)                                     | 6.5 (43.7)                                     | 9.4 (48.9)                                     | 14.0 (57.2)                                    | 18.4 (65.1)                                    | 21.5 (70.7)                                    | 25.1 (77.2)                                    | 26.7 (80.1)                                    | 23.6 (74.5)                                    | 18.4 (65.1)                                    | 13.3 (55.9)                                    | 8.4 (47.1)                                     | 15.9 (60.6)                                    |
| 平均最低気温 °C （°F）                         | 2.4 (36.3)                                     | 2.8 (37)                                       | 5.6 (42.1)                                     | 10.3 (50.5)                                    | 15.1 (59.2)                                    | 18.8 (65.8)                                    | 22.6 (72.7)                                    | 24.2 (75.6)                                    | 20.9 (69.6)                                    | 15.5 (59.9)                                    | 9.9 (49.8)                                     | 4.9 (40.8)                                     | 12.7 (54.9)                                    |
| 最低気温記録 °C （°F）                         | −3.7 (25.3)                                    | −3.8 (25.2)                                    | −4.1 (24.6)                                    | 0.7 (33.3)                                     | 7.1 (44.8)                                     | 11.5 (52.7)                                    | 14.7 (58.5)                                    | 17.0 (62.6)                                    | 12.3 (54.1)                                    | 6.3 (43.3)                                     | 0.5 (32.9)                                     | −2.9 (26.8)                                    | −4.1 (24.6)                                    |
| 降水量 mm （inch）                             | 50.1 (1.972)                                   | 50.9 (2.004)                                   | 103.0 (4.055)                                  | 111.8 (4.402)                                  | 122.5 (4.823)                                  | 150.3 (5.917)                                  | 129.1 (5.083)                                  | 108.0 (4.252)                                  | 195.7 (7.705)                                  | 205.7 (8.098)                                  | 90.5 (3.563)                                   | 53.3 (2.098)                                   | 1,364 (53.701)                                 |
| 平均降水日数 （≥1.0 mm）                       | 4.9                                            | 5.4                                            | 9.5                                            | 9.7                                            | 10.1                                           | 11.7                                           | 10.1                                           | 7.4                                            | 11.0                                           | 10.5                                           | 7.9                                            | 5.5                                            | 103.6                                          |
| 出典1：平年値（年・月ごとの値）                |                                                |                                                |                                                |                                                |                                                |                                                |                                                |                                                |                                                |                                                |                                                |                                                |                                                |
| 出典2：観測史上1〜10位の値                     |                                                |                                                |                                                |                                                |                                                |                                                |                                                |                                                |                                                |                                                |                                                |                                                |                                                |

## その他

### 日本郵便
- 郵便番号 : 136-0082[3]（集配局 : 城東郵便局[16]）。